# Louis Canivez

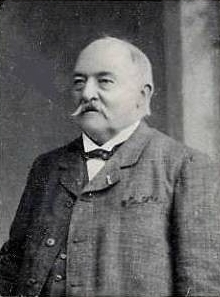
Louis Canivez

Louis J. Canivez (Binche, 24 april 1837 – Itter, 18 november 1911) was een Belgisch componist en dirigent.

## Levensloop
Op negenjarige leeftijd kreeg hij zijn eerste muzieklessen en werd koorknaap in het college van zijn geboortestad Binche. In het bisschoppelijk college "Sint-Augustinus" leerde hij  spelen op een hoorn met kleppen. Hij werd lid van de collegefanfare, waarin destijds ook Jules Painparé de latere militair-kapelmeester en blaasmuziekcomponist meespeelde. Canivez was toen ook actief lid van de koorvereniging Les Amis d'Orphée en volgde er zijn leermeester Devergnies op als dirigent. 
Hij dirigeerde zijn eerste concert op dertienjarige leeftijd in het theater van Bergen. 
Wat later stichtte hij een koor in Villers-Saint-Ghislain, vormde het om in een fanfare en bleef deze dirigieren tot 1870. Hij speelde zelf toen ook bugel in de Fanfare van Binche, toen onder leiding van Fréderic Saupe, ex kapelmeester van de Grenadiers. Deze Saupe gaf hem lessen in harmonieleer tot in 1856. Canivez' eerste compositie was een vierstemmige mars voor mannenkoor Le Départ des Conscrits. 
Op 1 oktober 1856 werd Canivez onderwijzer in de school van de spiegelfabriek Manufacture de Glaces te Sainte-Marie-d'Oignies. Hij gaf er ook lessen in notenleer en koperinstrumenten aan de arbeiders, terwijl hij zelf tubasolist was in de befaamde harmonie van deze fabriek die gedirigeerd werd door Jean-Valentin Bender, de bekende kapelmeester van het Groot Harmonieorkest van de Belgische Gidsen. Ondertussen vervolmaakte Canivez zich nog in de harmonieleer bij Albert Herman. 
In 1857 vervulde hij zijn legerdienst bij het 9e Linie Regiment en werd bugelsolist bij de kapel, die toen door Van den Bogaerde gedirigeerd werd. Gedurende zijn zeven maanden legerdienst schreef hij diverse marsen voor de kapel van het regiment. 
Zijn composities werden stilaan bekend, zoals Souvenir des Alpes dat door de korpsen van Jean-Valentin Bender (de harmonie van Mariemont, het Groot Harmonieorkest van de Belgische Gidsen en deze van Sainte-Marie-d'Oignies) vaak werd uitgevoerd. Bender vroeg aan Canivez om de Ouverture du Prétendant van Friedrich Wilhelm Kücken voor harmonieorkest te herschrijven.
In 1858 dirigeert hij de Société des Chœurs uit Tamines en in 1860 werd hij dirigent van La Marche de Saint Aloi in Châtelet.
In 1875 vestigt hij zich te Charleroi, waar hij een muziekinstrumentenwinkel open houdt. Toen had hij elke dag van de week een repetitie, omdat hij in totaal bij 32 verenigingen dirigent is geweest. Met die orkesten behaalde hij talrijke prijzen en onderscheidingen op nationale en internationale wedstrijden. Zijn pedagogische vakbekwaamheid is weer te vinden in zijn methodes voor blaasinstrumenten, maar bijzonder in zijn École de Fanfare. In 1882 was hij juryvoorzitter van het Grand Concours International in Genève, Zwitserland.
Hij schreef voor harmonie- en fanfareorkesten 22 pas-redouble, 13 marsen, talrijke treur- en processiemarsen, vijf Air Variés voor diverse blaasinstrumenten, walsen, polka en mazurka.

## Composities

### Werken voor harmonie- en fanfareorkest
- Andante Religioso
- Bona Fortuna, ouverture, opus 224
- Fantaisie Variée sur des airs Styriens
- Fantaisie Variée
- Fantaisie Pastorale
- Fête au Bois, ouverture
- Florette, fantasie
- Grande Marche Nuptiale, opus 204
- Impromptu
- Invocation
- La Printanière, fantasie
- La Thudinienne
- Le Glorieuses, ouverture
- Louise, ouverture
- Réveil, fantasie
- Sous les Tilleuls, ouverture
- Souvenir des Alpes
- Un Caprice, fantasie
- Une Fête sur la Néva, ouverture
- l'Union fait la Force, ouverture

### Koormuziek
- Le Départ des Conscrits, voor mannenkoor
- Pays de Charleroy, voor gemengd koor

### Kamermuziek
- Grand Duo Brillante, voor twee trompetten en piano